# SERPINB7
SERPINB7 (англ. Serpin family B member 7) – білок, який кодується однойменним геном, розташованим у людей на короткому плечі 18-ї хромосоми. Довжина поліпептидного ланцюга білка становить 380 амінокислот, а молекулярна маса — 42 905.
| 10         |  | 20         |  | 30         |  | 40         |  | 50         |
| ---------- |  | ---------- |  | ---------- |  | ---------- |  | ---------- |
| MASLAAANAE |  | FCFNLFREMD |  | DNQGNGNVFF |  | SSLSLFAALA |  | LVRLGAQDDS |
| LSQIDKLLHV |  | NTASGYGNSS |  | NSQSGLQSQL |  | KRVFSDINAS |  | HKDYDLSIVN |
| GLFAEKVYGF |  | HKDYIECAEK |  | LYDAKVERVD |  | FTNHLEDTRR |  | NINKWVENET |
| HGKIKNVIGE |  | GGISSSAVMV |  | LVNAVYFKGK |  | WQSAFTKSET |  | INCHFKSPKC |
| SGKAVAMMHQ |  | ERKFNLSVIE |  | DPSMKILELR |  | YNGGINMYVL |  | LPENDLSEIE |
| NKLTFQNLME |  | WTNPRRMTSK |  | YVEVFFPQFK |  | IEKNYEMKQY |  | LRALGLKDIF |
| DESKADLSGI |  | ASGGRLYISR |  | MMHKSYIEVT |  | EEGTEATAAT |  | GSNIVEKQLP |
| QSTLFRADHP |  | FLFVIRKDDI |  | ILFSGKVSCP |  |            |  |            |

A: Аланін

C: Цистеїн

D: Аспарагінова кислота

E: Глутамінова кислота

F: Фенілаланін

G: Гліцин

H: Гістидин

I: Ізолейцин

K: Лізин

L: Лейцин

M: Метіонін

N: Аспарагін

P: Пролін

Q: Глутамін

R: Аргінін

S: Серин

T: Треонін

V: Валін

W: Триптофан

Кодований геном білок за функціями належить до інгібіторів протеаз, інгібіторів серинових протеаз, фосфопротеїнів. 
Задіяний у такому біологічному процесі, як альтернативний сплайсинг. 
Локалізований у цитоплазмі.